# Henning Huffer
Henning Huffer (* 30. Oktober 1944 in Baden-Baden) ist ein deutscher Rechtsanwalt, Linienpilot, Flugabenteurer, Film- und Buchautor. Mit fünf Weltrundflügen hält er den Rekord bei Flugzeugen der Allgemeinen Luftfahrt. 

## Leben
Nach dem Studium der Rechtswissenschaft an den Universitäten in Berlin und München promovierte er 1970 zum Dr. iur. und erhielt 1971 seine Zulassung als Rechtsanwalt. 1972 war sein erster Weltrundflug nach 90 Stunden Flugerfahrung in zweisitziger Bölkow 209 Monsun. 1974–76, 1976/77, 1978 und 1980/81 folgten vier weitere Weltrundflüge mit jeweils mehrmonatigen Forschungsaufenthalten im Südpazifik. Daraus entstanden Fernseh-, Buch- und Magazinbeiträge. 
1989 bis 1995 war Huffer freiberuflicher Linienpilot im europäischen Streckennetz der Lufthansa neben Anwaltspraxis und juristischer Lehrtätigkeit. 2007 erfolgte der Erwerb der Helikopterlizenz.
Bis 2008 hatte er ca. 50 transkontinentale Flugzeugüberführungen.
Henning Huffer arbeitet als Rechtsanwalt in Karlsruhe, ist Dozent bei Rechtsanwaltskammern und übernimmt neben Flugzeugüberführungen Chartereinsätze auf Turboprop-Flugzeugen sowie Helikoptern.

## Veröffentlichungen
- Das partiarische Geschäft als Rechtstypus. Dissertation. München 1970
- Bedenkzeiten. Gedichte und Darstellungen. Agora Verlag, Darmstadt 1976, ISBN 3-87008-054-X
- Es geschah in der Südsee. Fernsehbeitrag gemeinsam mit Wolfgang Freund, ARD 1981
- Flugzeugüberführung. Himmelfahrtskommando. Geo 11/1984
- Action: Die Erben Lindberghs. Fernsehbeitrag gemeinsam mit Max H. Rehbein, ZDF 1987
- Tatort Südsee. Battert Verlag Baden-Baden, 2. Aufl. 1998 ISBN 3-87989-248-2
- Rechtsfibel für die Jugend. Info Verlag Karlsruhe, 26. Aufl. 2008, ISBN 978-3-88190-023-2

| Personendaten    | Personendaten                                                            |
| ---------------- | ------------------------------------------------------------------------ |
| NAME             | Huffer, Henning                                                          |
| KURZBESCHREIBUNG | deutscher Rechtsanwalt, Linienpilot, Flugabenteurer, Film- und Buchautor |
| GEBURTSDATUM     | 30. Oktober 1944                                                         |
| GEBURTSORT       | Baden-Baden                                                              |